# Andrej Ivanuša
Andrej Ivanuša [andréj ivanúša], slovenski pisatelj, grafični oblikovalec, filatelist in založnik, inženir gradbeništva * 8. julij 1958, Maribor
Na 1. Grossmannovem festivalu fantastike in stripa je prejel nagrado Hudi maček za življenjsko delo v žanru znanstvene fantastike in fantasyja.
Je sekretar kluba Rotary-Maribor Park, član Društvo avtorjev spekulativnih umetnosti Zvezdni prah in podpredsednik Filatelističnega društva Maribor.

## Izobraževanje
Hodil je na Osnovno šolo Antona Aškerca in Osnovno šolo Angela Besednjaka v Mariboru. Med letoma 1973 in 1977 je tam obiskoval srednjo gradbeno šolo. Leta 1981 je diplomiral na Visoki tehniški šolo Univerze v Mariboru. Oče ga je navdušil za filatelijo.

## Pisanje in založništvo
Pisal je za rubriko filatelistični kotiček v časopisu Večer. Imel je lastno založbo Pro - Andy, prek nje pa Zavod V fokusu (spletni portal vfokusu.com). Bil je urednik član uredniškega odbora in odgovorni urednik revije Nova filatelija (Filatelistična zveza Slovenije).

### Knjige
- Čar filatelije, prvi slovenski filatelistični priročnik, tiskana 1994, (COBISS), elektronski vir 2008, (COBISS)
- Kaj moram vedeti o osebnem računalniku, računalniški priročnik, tiskana 1995, (COBISS)
- Pošta na slovenskih tleh (monografija), poglavje Poštne znamke na ozemlju Slovenije, tiskana 1997 (COBISS)
- Pravila za igro s kartami Remi (Rummy), tiskana 2009, (COBISS)
- Čudovita potovanja Zajca Rona, na jug, otroška fantazijska pustolovščina, 2002, (COBISS)
- Čudovita potovanja Zajca Rona, na sever, otroška fantazijska pustolovščina, 2002, (COBISS)
- Čudovita potovanja Zajca Rona, na zahod,  otroška fantazijska pustolovščina, 2002, (COBISS)
- Čudovita potovanja Zajca Rona, na vzhod, otroška fantazijska pustolovščina, 2002, (COBISS)
- Čudovita potovanja Zajca Rona, vse štiri knjige v eni, elektronski vir, 2008, (COBISS)
- Rheia, znanstveno fantastični roman, tiskana 2007, (COBISS), elektronski vir 2008, (COBISS)
- Vilindar, pripovedka v verzih, pesnitev iz davnih dni, tiskana 2007, (COBISS), elektronski vir 2008, (COBISS)
- Svetodrev, prva knjiga iz Legende iz gozda Tokara, fantazijski roman, tiskana 2011, (COBISS)
- Na robu sveta, spekulativne zgodbe, tiskana 2016 (COBISS Arhivirano 2016-11-14 na Wayback Machine.)

### Razne objave
- Revija Mladina 22.9.77, štev. 37, priloga Mlada pota, črtica Pet senc
- Peto srečanje pesnikov in pisateljev začetnikov Gradišče v Slovenskih goricah (zbornik), oktober 77, črtica Pet senc
- Časopis Nedeljski dnevnik (rubrika Skok v tretje tisočletje), 8.2.81, ZF črtica Prvi jutranji vlak
- Časopis Nedeljski dnevnik (rubrika Skok v tretje tisočletje), 15.2.81, ZF črtica Operacija Delta
- Osmo srečanje pesnikov in pisateljev začetnikov Gradišče v Slovenskih goricah (zbornik), oktober 1980, odlomek iz igre Popolnoma navadni ljudje
- Pesem AMEBA v Zborniku 9.kulturnega srečanja gradbenih delavcev Slovenije, junij 1987, Titovo Velenje
- Pismo za 3,8 milijona dolarjev, filatelistični esej, Radar, december 2000
- Usodne havajske misijonarke, filatelistični esej, Radar, februar 2001
- Trnova pot črnega penija, filatelistični esej, Radar, september 2001
- Kamikaze za Kvangman, kratka zgodba, Življenje in tehnika, št. 5, maj 2015
- Zadnja Hubblova fotografija, kratka zgodba, Življenje in tehnika, št. 2, februar 2016
- Danes ni torek, kratka zgodba, Življenje in tehnika, št.10, oktober 2016

## Nagrade in priznanja

### Delovna
- Priznanje OK ZSMS Maribor za prizadevno delo v mladinskih organizacijah, 1980[navedi vir]
- Bronasta plaketa Univerze v Mariboru za razvoj in krepitev študentske organizacije, 1981
- Krajevna skupnost Slavko Šlander Maribor, za predano delo v skupnosti, 1988

### Literarno-esejistična
- Bronasta medalja za knjigo Čar filatelije v kategoriji filatelistične literature na Svetovni filatelistični razstavi v Istanbulu, 1996
- Srebrna medalja za knjigo Čar filatelije na Meddruštveni filatelistični razstavi Fimera v Trbovljah, 2001

Vir